# Barcelona Búfals
Els Barcelona Búfals és un club català de futbol americà de Barcelona, fundat l'any 1987 per Jaume Tamareu, Antoni López, Pere Calvo i Ramon Calvo. Nascut amb el nom de Búfals de Poblenou, és considerat com un dels membres fundadors de la Federació Catalana de Futbol Americà el 1989, aconseguint aquella mateixa temporada el subcampionat de la primera Lliga Catalana. Al llarg de la seva història, guanyà dues Supercopes de Catalunya el (1993 i 1996) i una Copa catalana (1995), així com ha participat a la Lliga espanyola de futbol americà. La temporada 2021-22 el club aconseguí el primer Campionat de Lliga catalana. L'entitat també disposa d'equips en categories cadet, júnior, femenina i flag. L'equip femení, fundat el 2013 i essent l'únic equip de futbol americà femení de Barcelona, guanyà la Lliga Catalana el 2014. Disputa els seus partits al Camp Municipal de la Barceloneta.

## Palmarès
Masculí
- 1 Lliga catalana de futbol americà: 2021-22
- 1 Copa catalana de futbol americà: 1995
- 2 Supercopes catalanes de futbol americà: 1992-93, 1995-96

Femení
- 1 Lliga catalana de futbol americà femenina: 2013-14